# Valframbert
Valframbert – miejscowość i gmina we Francji, w regionie Normandia, w departamencie Orne.
Według danych na rok 1990 gminę zamieszkiwało 1398 osób, a gęstość zaludnienia wynosiła 100 osób/km² (wśród 1815 gmin Dolnej Normandii Valframbert plasuje się na 159. miejscu pod względem liczby ludności, natomiast pod względem powierzchni na miejscu 278.).